# Tribunal de Contratación Pública de Chile
El Tribunal de Contratación Pública de Chile es un órgano jurisdiccional especial chileno, sometido a la superintendencia directiva, correccional y económica de la Corte Suprema, encargado de conocer y resolver las eventuales arbitrariedades ocurridas en los procedimientos administrativos de contratación con organismos públicos de dicho país.

## Creación e integración
El tribunal fue creado por la Ley N° 19.886, de Bases sobre Contratos Administrativos de Suministro y Prestación de Servicios, norma que fue publicada en el Diario Oficial el 30 de julio de 2003. Sin embargo, su instalación se llevó a efecto dos años más tarde, el 27 de septiembre de 2005.
De acuerdo a la Ley N° 19.886, el Tribunal está integrado por tres abogados designados por el Presidente de la República, con sus respectivos suplentes, previas propuestas en terna hechas por la Corte Suprema. La integración actual del tribunal es la siguiente:
|   | Jueces titulares                   |
| - | ---------------------------------- |
| 1 | Álvaro Arévalo Adasme (Presidente) |
| 2 | Solange Borgeaud Correa            |
| 3 | Francisco Javier Alsina Urzúa      |

|   | Jueces suplentes        |
| - | ----------------------- |
| 1 | Fernando Ortiz Alvarado |
| 2 | Jorge Medina Cuevas     |
| 3 | Vacante                 |

## Funcionamiento
Por disposición del auto acordado de la Corte Suprema sobre funcionamiento del Tribunal de Contratación Pública, este funciona en la ciudad de Santiago y tiene su sede y domicilio en el recinto que le habilite y destine la Dirección de Compras y Contratación Pública, y que en la actualidad corresponde al ubicado en calle San Antonio 427, piso 8, Santiago.

## Competencia
El artículo 24 de la Ley N° 19.886 establece que el Tribunal es competente para conocer de la acción de impugnación contra actos u omisiones, ilegales o arbitrarios, ocurridos en los procedimientos administrativos de contratación con organismos públicos regidos por dicha ley.